# Crans-Montana
Crans-Montana is een Zwitserse plaats in het kanton Wallis. Het ligt op een hoogte van 1500 meter op het grondgebied van zes gemeenten, omdat iedere gemeente recht had op een strip land dat vanaf het dal toegang tot de alpenweiden gaf. Van links naar rechts zijn dat:
- Icogne
- Lens
- Chermignon
- Montana
- Randogne
- Mollens

Crans-sur-Sierre en Montana zijn in 1960 samengegaan als Crans-Montana. Het gebied heeft twee toeristenseizoenen, in de winter is er een zonnig skigebied, in de zomer staan er diverse golf- en tennisbanen ter beschikking, wordt er paard gereden, gewandeld, gezwommen en gezeild op het meer van Moubra.

## Skiën
De plaats is bekend geworden door de talrijke alpine evenementen. Zo werden in 1987 de wereldkampioenschappen alpineskiën hier georganiseerd en in 1992 en 1998 de World Alpine Ski Cup Finale.
In het weekend van 25 en 26 februari 2017 wordt de Worldcup Alpineskiën voor dames weer in Crans-Montana gehouden.
Vanuit Crans, Montana en Barzettes gaan skiliften naar boven. Tot voor enkele jaren geleden was er ook een cabinelift vanuit Aminona. Deze werd echter niet meer goedgekeurd door brandweer en is afgebroken. Afdalen vanaf de Petit Mont Bonvin is wel mogelijk, maar daarna moet je de skibus nemen naar het dalstation van Barzettes (Violettes). Voor 2018 is de bouw van een nieuwe lift vanuit Aminona voorzien.
Crans-Montana is met een inhaalslag bezig om de plaats weer aantrekkelijker te maken voor toeristen. In december 2016 wordt een nieuwe ijsbaan geopend in Montana naast het casino.
De cabinelift vanuit Montana (de Grand-Signal) werd vervangen en op 2220 meter werd met Kerstmis 2016 de Club de Cry d'Er geopend. Het betreft een complex met restaurants, terrassen, bars, een dansvloer binnen en buiten en iedere dag in het winterseizoen een DJ.
In totaal zijn er 160 km aan pistes met 27 liften in het gebied. In de zomer kan worden geskied op de zuidrand van de 3000 meter hoge hoogvlakte van de gletsjer, de Glacier de la Plaine Morte, waar in de zomer twee skiliften beschikbaar zijn. Er is ook een grote langlaufloipe.

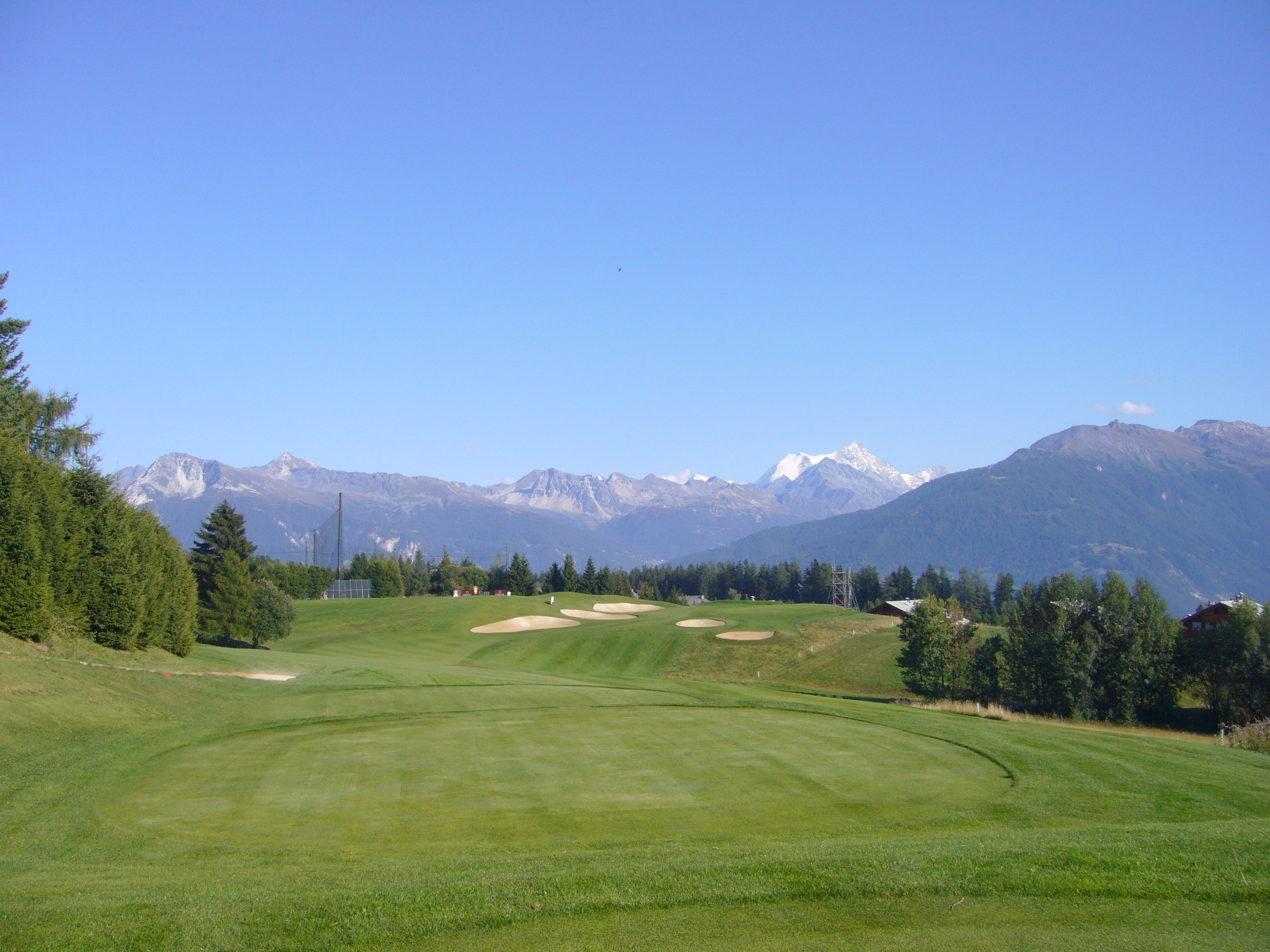
Ballesteros baan

## Golfen
In de zomer is Crans-Montana tevens een centrum voor zomersporten: wandelen, fietsen, paardrijden, tennis en golf.
Ieder jaar vindt in Crans begin september de European Masters plaats als onderdeel van de Europese Tour. Deze wordt gespeeld op de bekendste golfbaan, die door Severiano Ballesteros is gerenoveerd en sindsdien naar hem vernoemd is. De andere golfbaan, die tussen Crans en Montana ligt, is door Jack Nicklaus ontworpen.
Vanuit Sierre is Crans-Montana bereikbaar met een kabeltrein, de auto of bus, vanuit Sion ook met de postbus.

## Wielrennen: Ronde van Zwitserland
De finish van de achtste etappe van de Ronde van Zwitserland van 2009 lag in Crans Montana. Tony Martin won de etappe. Ook in 2011 was hier een aankomst van een etappe, deze keer wist Mauricio Soler te winnen. In 2013 won Bauke Mollema de tweede etappe van de Ronde van Zwitserland naar Crans-Montana.

## Bekende bewoners
- Sophia Loren heeft een appartement in Crans gehad.
- Roger Moore had er een châlet, waar hij op 23 mei 2017 overleed.
- Groothertog Henri van Luxemburg heeft er een woning.
- Het is de woonplaats van de golfprofessionals Adam Scott, Ángel Gallardo, Sergio García, Francisco Valera, Francesco en Edoardo Molinari.